# Flexxen
Flexxen is een lied van de Algerijns-Franse rapper Boef, de Marokkaans-Nederlandse zangeres Numidia, de Nederlandse rapper Cristian D en de Nederlands-Antiliaanse producer Diquenza. Het werd in 2022 als single uitgebracht. 

## Achtergrond
Flexxen is geschreven door Sofiane Boussaadia, Numidia El Morabet, Emanuel Doru, Matarr en Delaney Alberto en geproduceerd door Diquenza. Het is een nummer uit het genre nederhop. Het is een lied dat gaat over het laten zien van succes en rijkdom. De single heeft in Nederland de gouden status.
Het is de eerste keer dat de artiesten allen tegelijkertijd op een nummer te horen zijn, maar onderling was er wel al meermaals samengewerkt. Boef en Numidia hadden eerder al een hit met Tout est bon en met Cristian D stond Boef op het lied Als je bij me blijft. Boef en Cristian D herhaalden de samenwerking op Probleem en Pornstar martini.  Diquenza heeft meerdere nummers voor Boef geproduceerd, maar het nummer is de eerste hit met Boef waar hij ook als artiest toegeschreven is. 

## Hitnoteringen
De artiesten hadden succes met het lied in Nederland. Het piekte op de elfde plaats van de Single Top 100 en stond dertien weken in deze hitlijst. De Top 40 werd niet bereikt; het lied bleef steken op de derde plaats van de Tipparade. 